# Телеконференція

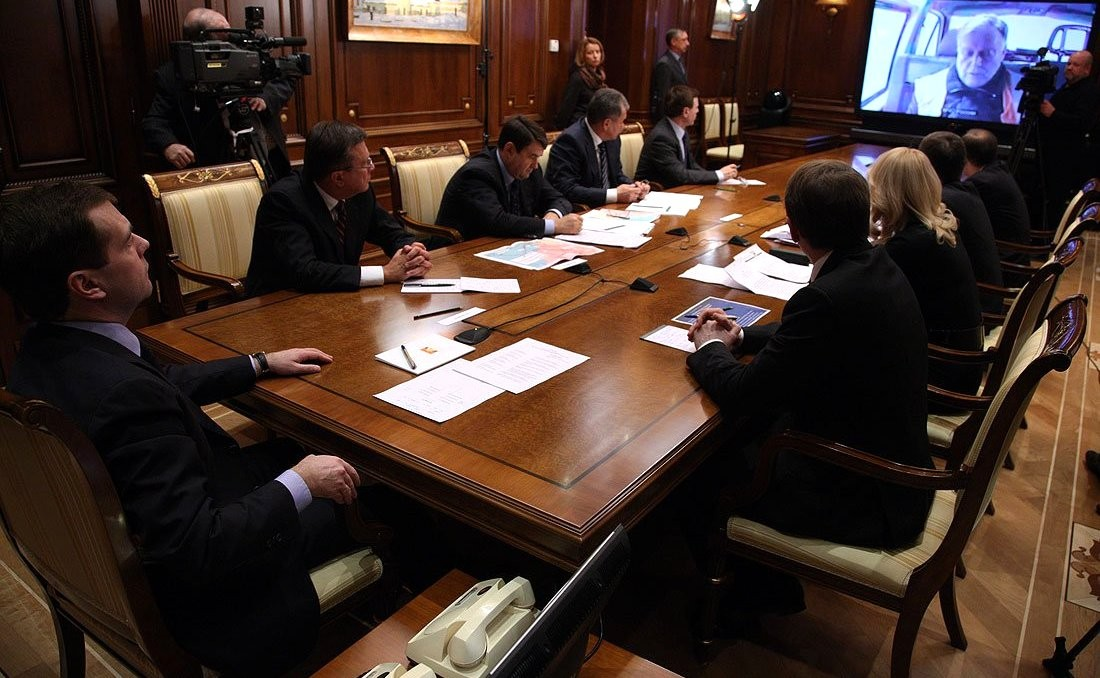
Телеконференція з використанням відеозв'язку

Телеконфере́нція (англ. teleconference) — вид заходу, в якому групова комунікація здійснюється між територіально розподіленими учасниками за допомогою технічних засобів. Приклади: телефонні конференції, аудіоконференції, чат, поштові конференції, відеоконференції, тощо.

## Вимоги
- Якість
- Стабільність
- Крос-платформова підтримка
- Автоматичні налаштування
- Безпека
- Інтуїтивність інтерфейсу, багатомовність
- Вартість

## Технології
Програмне забезпечення і постачальники послуг (IaaS, PaaS, SaaS):
- 8x8 (8x8.com, Кемпбелл, CA, США)
- Acano Limited (2012, підрозділ Cisco Systems Holdings UK Limited, Лондон, Велика Британія)
- ACT Conferencing
- Adobe Acrobat Connect
- AnyMeeting
- Appeartv (appeartv.com, Appear.in, Осло, Норвегія)
- Arkadin
- Bigbluebutton (bigbluebutton.org)
- PureVPN
- Bluejeans (bluejeans.com, 2009, Маунтін-В'ю, Каліфорнія, США)
- Cisco Webex
- Clickmeeting (clickmeeting.com)
- Conferencecalls (conferencecalls.com)
- Conferencecalling (Vast Conference, ConferenceCalling.com TF)
- CO2 Neutral Conferencing
- Discord (є мова)
- Easyconference (easyconference.com)
- Elluminate
- Ereceptionist (ereceptionist.eu, власник j2 Global, Inc.)
- ezTalks
- Free Conference (Freeconference.com, власник Iotum, Торонто, ON, Канада)
- Freeconferencecall (FreeConferenceCall.com TF)
- Freeconferencecalling (freeconferencecalling.com TF)
- Fuze (fuze.com)
- Glance (ww2.glance.net, Вейкфілд (Массачусетс), США)
- Google Hangouts (є мова)
- G Meet (є мова)
- GoToMeeting (gotomeeting.com, власність LogMeIn, Бостон, MA)
- Groupme (groupme.com, GroupMe Inc. — part of the Skype Family, США)
- Huawei Video Conferencing Platform
- Huddly (huddly.com, 2013, Осло, Норвегія)
- Imo (imo.im)
- InterCall TF
- IOCOM
- IPVideoTalk (власник Grandstream)
- join.me (join.me, власність LogMeIn, Бостон, MA)
- Jitsi
- Kandy[en] (kandy.io, власник Ribbon Communications)
- LifeSize
- MeetingZone
- Meetupcall (meetupcall.com США, TF)
- Microsoft Office Live Meeting
- my Global Conference
- on24(1998, Сан-Франциско, Каліфорнія, США)
- Paltalk (paltalk.com)
- Pexip (pexip.com, 2012, Осло, Норвегія, надає послуги для Skype for Business, Microsoft Teams, Google Hangouts Meet, WebRTC; використовує Microsoft Azure, Amazon Web Services и Google Cloud Platform)
- Polycom (poly.com, 1990,)
- PowWowNow
- Premiere Global Services
- RingCentra
- StarLeaf (starleaf.com, 2008, Кембридж, Англія)
- Totallyfreeconferencecalls (totallyfreeconferencecalls.com, США) TF
- TrueConf
- Uberconference (uberconference.com)
- Unlimitedconferencing (unlimitedconferencing.com, США) TF
- Vonage (vonage.com)
- Voxeet
- Voximplant (voximplant.com)
- West (west.com власник Intrado Corporation[1]
- Yealink (yealink.com)
- Zoom

Основними службами для обміну миттєвими повідомленнями є:
- AOL Instant Messenger не працює[2]
- Briar (briarproject.org)
- Confide (getconfide.com)
- Facetime (freefacetimeapp.com, продукт Apple Inc.)
- Facebook Messenger
- ICQ: Miranda IM, QIP
- IRC
- Matrix
- MyChat
- LINE
- Skype (є мова)
- Spicebird не працює[2]
- Signal (signal.org)
- Silent Phone (silentcircle.com)
- Telegram (є мова)[3]
- Threema (threema.ch)
- QQ Mobile (Китай)
- U-Report
- XMPP-клієнти
- Yahoo! Messenger не працює[2]
- Viber (є мова)[3]
- WeChat (Китай)
- Wickr (wickr.com)
- Windows Live Messenger та MSN Messenger не працює[2]
- WhatsApp (є мова)

### Програмні платформи з відомим вразливостями
- Facetime[4]
- Skype[5][6][7][8]
- WhatsApp[9][10][11]
- Zoom[12][13][14]